# Alpi del Chiemgau
Le Alpi del Chiemgau (in tedesco Chiemgauer Alpen) sono una sottosezione delle Alpi Bavaresi. La vetta più alta è il Sonntagshorn che raggiunge i 1 961 m s.l.m.
Si trovano in Germania (Baviera) e Austria (Tirolo e Salisburghese).
Prendono il nome dal Chiemgau, regione della Baviera.

## Classificazione

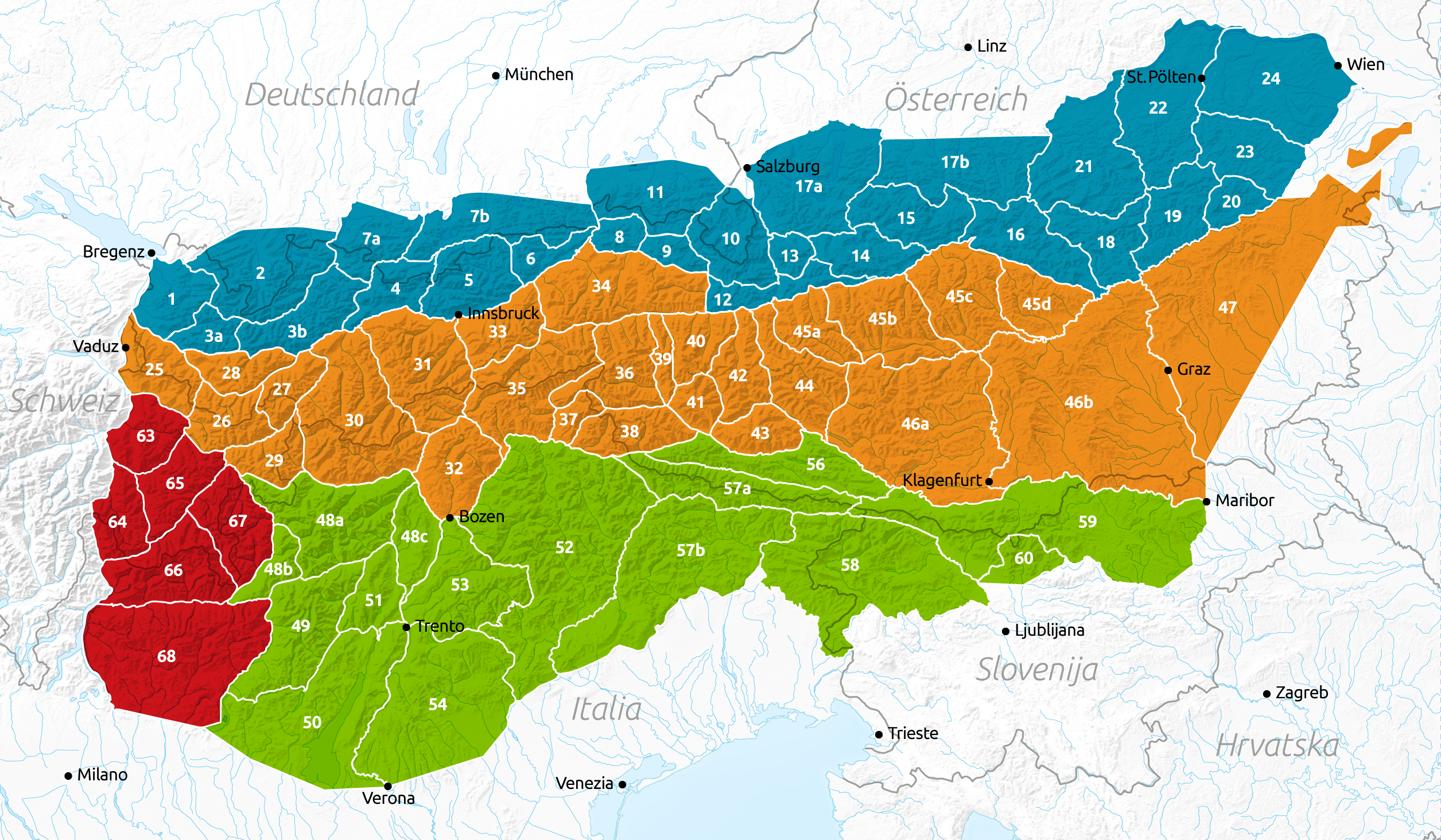
Le Alpi del Chiemgau secondo l'AVE sono individuate dal numero 11.

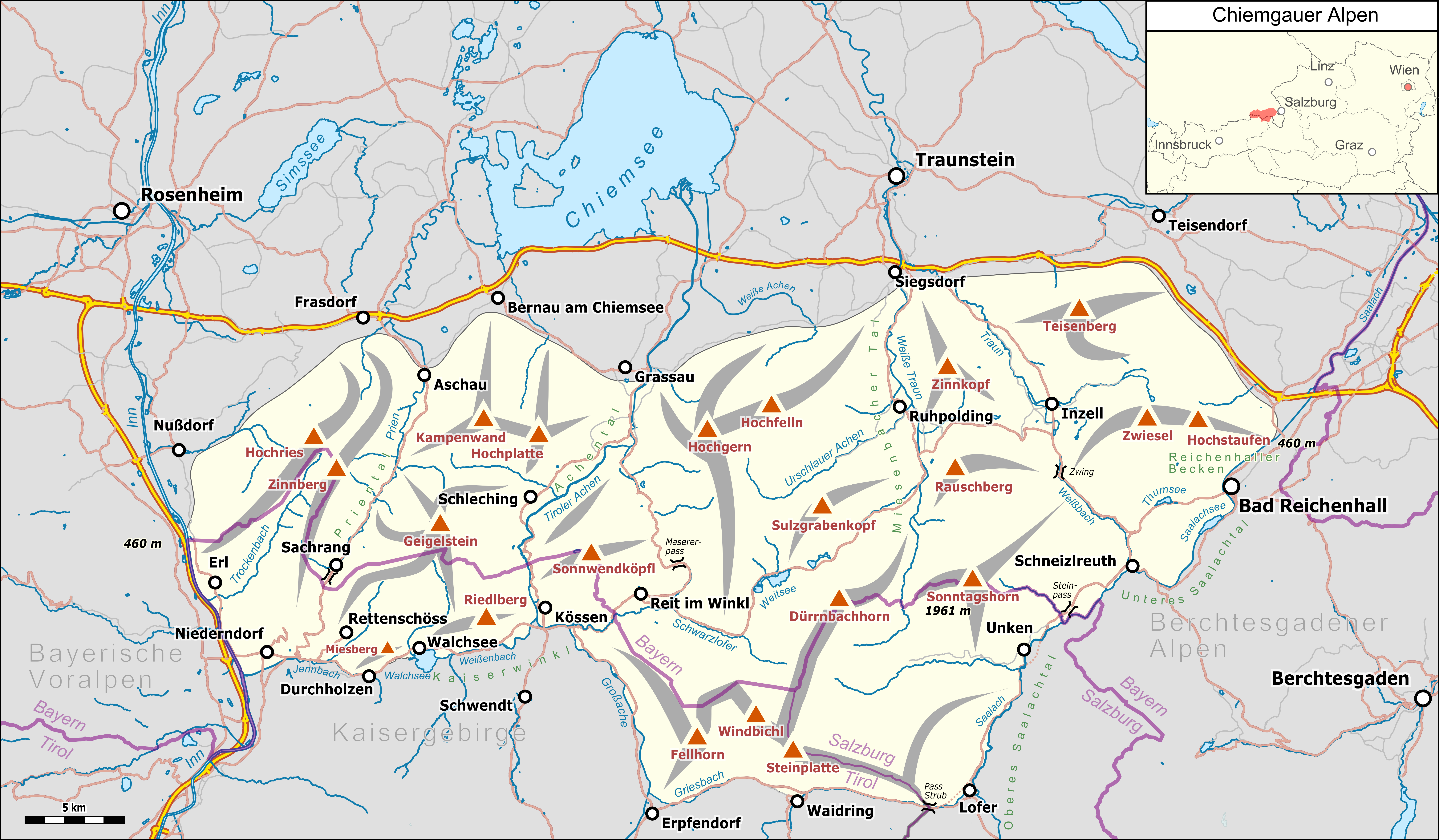
Cartina dettagliata del gruppo montuoso.

Secondo la SOIUSA le Alpi del Chiemgau sono una sottosezione alpina con la seguente classificazione:
- Grande parte = Alpi Orientali
- Grande settore = Alpi Nord-orientali
- Sezione = Alpi Bavaresi
- Sottosezione = Alpi del Chiemgau
- Codice = II/B-22.VI

Secondo l'AVE costituiscono il gruppo n. 11 di 75 nelle Alpi Orientali.

## Delimitazioni
Le Alpi del Chiemgau
- a nord si stemperano nelle colline bavaresi;
- ad est e sud-est confinano con le Alpi di Berchtesgaden (nelle Alpi Settentrionali Salisburghesi) e separate dal corso del fiume Saalach;
- a sud confinano con i Monti dello Stein (nelle Alpi Settentrionali Salisburghesi) e separate dal Waidring-Sattel;
- a sud-ovest confinano con i Monti del Kaiser (nelle Alpi Calcaree Nordtirolesi);
- ad ovest confinano con le Alpi del Mangfall (nella stessa sezione alpina) e separate dal corso del fiume Inn.

## Suddivisione
In accordo con le definizioni della SOIUSA si suddividono in due supergruppi e sette gruppi (tra parentesi i codici SOIUSA dei supergruppi, gruppi e sottogruppi):
- Alpi di Inzell (A)[1]
  - Gruppo del Fellhorn (A.1)
    - Costiera Sonnenwendwand-Grubhörnl (A.1.a)
    - Nodo del Fellhorn (A.1.b)

  - Gruppo del Sonntagshorn i.s.a. (A.2)
    - Catena del Dürrnbachhorn (A.2.a)
    - Catena Hochkienberg-Eisenberg (A.2.b)
    - Gruppo del Sonntagshorn in senso stretto (A.2.c)
    - Nodo del Riestfeuchthorn (A.2.d)
    - Massiccio del Rauschberg (A.2.e)
      - Inzeller Kienberg (A.2.e/a)
      - Rauschberg (A.2.e/b)

  - Gruppo dello Staufen i.s.a. (A.3)
    - Gruppo dello Staufen in senso stretto (A.3.a)
    - Nodo del Rabensteinhorn (A.3.b)
- Prealpi del Chiemgau (B)
  - Gruppo del Kampenwand (B.4)
    - Nodo del Geigelstein (B.4.a)
    - Massiccio del Kampenwand (B.4.b)

  - Gruppo dell'Hochgern (B.5)
    - Monti di Wössen (B.5.a)
    - Monti di Kössen (B.5.b)
    - Nodo dell'Hochgern (B.5.c)
    - Nodo dell'Hochfelln (B.5.d)

  - Gruppo dello Spitzstein (B.6)
    - Catena Spitzstein-Klausen (B.6.a)
    - Nodo Hochries-Heuberg (B.6.b)

  - Gruppo Sulz-Teisen-Högler Berg (B.7)
    - Sulzberg (B.7.a)
    - Teisenberg (B.7.b)
    - Högler Berg (B.7.c)

## Vette principali
- Sonntagshorn, 1 961 m
- Vorderlahnerkopf, 1 909 m
- Reifelberg, 1 883 m
- Hirscheck, 1 883 m
- Steinplatte (o Kammerköhrplatte), 1 869 m
- Geigelstein, 1 813 m
- Wieslochjoch, 1 813 m
- Zwiesel, 1 781 m
- Dürnbachhorn, 1 776 m
- Hochstaufen, 1 771 m
- Fellhorn, 1 764 m
- Rossalpenkopf, 1 762 m
- Aibleck, 1 756 m
- Zennokopf, 1 756 m
- Gamsknogel, 1 750 m
- Grubhörndl, 1 747 m
- Hochgern, 1 744 m
- Wildalphorn, 1 738 m
- Aschentaler Wände, 1 738 m
- Peitlingköpfl, 1 720 m
- Kampenwand, 1 669 m